# Nixéville-Blercourt
Nixéville-Blercourt és un municipi francès situat al departament del Mosa i a la regió del Gran Est. L'any 2007 tenia 428 habitants.

## Demografia

### Població
El 2007 la població de fet de Nixéville-Blercourt era de 428 persones. Hi havia 156 famílies, de les quals 32 eren unipersonals (8 homes vivint sols i 24 dones vivint soles), 52 parelles sense fills, 60 parelles amb fills i 12 famílies monoparentals amb fills.
La població ha evolucionat segons el següent gràfic:
Habitants censats

### Habitatges
El 2007 hi havia 177 habitatges, 164 eren l'habitatge principal de la família, 6 eren segones residències i 7 estaven desocupats. Tots els 177 habitatges eren cases. Dels 164 habitatges principals, 150 estaven ocupats pels seus propietaris, 11 estaven llogats i ocupats pels llogaters i 3 estaven cedits a títol gratuït; 9 tenien tres cambres, 41 en tenien quatre i 114 en tenien cinc o més. 142 habitatges disposaven pel capbaix d'una plaça de pàrquing. A 56 habitatges hi havia un automòbil i a 97 n'hi havia dos o més.

### Piràmide de població
La piràmide de població per edats i sexe el 2009 era:
| Homes | Edats   | Dones |
| ----- | ------- | ----- |
| 0     | 95 o +  | 0     |
| 0     | 90 a 94 | 0     |
| 4     | 85 a 89 | 4     |
| 0     | 80 a 84 | 0     |
| 0     | 75 a 79 | 4     |
| 12    | 70 a 74 | 4     |
| 8     | 65 a 69 | 28    |
| 16    | 60 a 64 | 16    |
| 8     | 55 a 59 | 8     |
| 20    | 50 a 54 | 24    |
| 12    | 45 a 49 | 16    |
| 16    | 40 a 44 | 4     |
| 20    | 35 a 39 | 28    |
| 8     | 30 a 34 | 8     |
| 12    | 25 a 29 | 8     |
| 8     | 20 a 24 | 4     |
| 20    | 15 a 19 | 4     |
| 24    | 10 a 14 | 16    |
| 24    | 5 a 9   | 8     |
| 16    | 0 a 4   | 16    |

## Economia
El 2007 la població en edat de treballar era de 286 persones, 197 eren actives i 89 eren inactives. De les 197 persones actives 190 estaven ocupades (98 homes i 92 dones) i 7 estaven aturades (3 homes i 4 dones). De les 89 persones inactives 39 estaven jubilades, 34 estaven estudiant i 16 estaven classificades com a «altres inactius».

### Ingressos
El 2009 a Nixéville-Blercourt hi havia 166 unitats fiscals que integraven 430 persones, la mediana anual d'ingressos fiscals per persona era de 18.536 €.

### Activitats econòmiques
Dels 9 establiments que hi havia el 2007, 1 era d'una empresa extractiva, 1 d'una empresa de fabricació d'altres productes industrials, 3 d'empreses de construcció, 1 d'una empresa de comerç i reparació d'automòbils, 1 d'una empresa d'hostatgeria i restauració, 1 d'una empresa de serveis i 1 d'una entitat de l'administració pública.
Dels 5 establiments de servei als particulars que hi havia el 2009, 1 era una autoescola, 1 paleta, 1 guixaire pintor, 1 lampisteria i 1 restaurant.
L'any 2000 a Nixéville-Blercourt hi havia 12 explotacions agrícoles.

## Equipaments sanitaris i escolars
El 2009 hi havia 1 escola maternal integrada dins d'un grup escolar amb les comunes properes formant una escola dispersa i 1 escola elemental integrada dins d'un grup escolar amb les comunes properes formant una escola dispersa.

## Poblacions més properes
El següent diagrama mostra les poblacions més properes.